# Пол, Бонавентура Патрик
Бонавентура Патрик Пол (англ. Bonaventure Patrick Paul; 26 марта 1929, Карачи, Британская Индия — 18 января 2007, Хайдарабад, Пакистан) — католический епископ, ординарий епархии Хайдарабада.

## Биография
Бонавентура Патрик Пол родился 26 марта 1929 года в городе Карачи, Британская Индия. Получил среднее образование во францисканской школе святого Патрика в Карачи, после чего поступил во францисканский монастырь. 1 марта 1954 года был рукоположён в священника. С марта 1961 года служил в приходе святого апостола Иуды.
В 1967 году Римский папа Павел VI назначил Бонавентуру Патрика Пауля апостольским администратором епархии Хайдарабада. 14 июня 1971 года он был рукоположён в епископа.
C 1998 по 2001 год Бонавентура Патрик Пол был председателем Национальной комиссии права и мира Конференции католических епископов Пакистана.
1 сентября 1990 года Бонавентура Патрик Пол ушёл в отставку, посвятив себя преподавательской деятельности в катехистическом центре в Карачи.